# Grégory Malicki
Grégory Malicki (* 23. November 1973 in Thiais) ist ein ehemaliger französischer Fußballtorwart.

## Karriere
Malicki wurde 1995 mit 21 Jahren in die erste Mannschaft des Zweitligisten Chamois Niort aufgenommen und bestritt in seiner ersten Saison im Team bereits 16 Einsätze. Im darauffolgenden Spieljahr war er unangefochtener Stammtorwart und stand bei 41 von 42 Partien auf dem Platz. Diese Position konnte er verteidigen, bis er 1999 vom Erstligisten Stade Rennes unter Vertrag genommen wurde. Auch bei Rennes setzte man zunächst auf ihn, sodass Malicki am 31. Juli 1999 gegen den FC Metz sein Erstligadebüt gelang und er dank eines 0:0 dabei ohne Gegentor blieb. Durch eine gelb-rote Karte am neunten Spieltag wurde er vorübergehend von Fabien Debec ersetzt. Debec konnte Malicki letztlich aber dauerhaft aus dem Tor verdrängen, sodass dieser für den Rest der Hinrunde auf der Ersatzbank Platz nehmen musste. Daher wurde er für die Rückrunde an den Zweitligisten US Créteil ausgeliehen, wo er wieder Stammtorwart war. Nach seiner Rückkehr zu Rennes im Sommer 2000 wurde er erneut in die zweite Liga verliehen. Sein neuer Arbeitgeber war LB Châteauroux und Malicki erhielt auch dort einen Stammplatz.
Nach seiner Rückkehr im Jahr 2001 entschied man sich bei Rennes für eine dritte Leihe. Statt in die zweite Liga wechselte Malicki dabei zum Erstligisten OSC Lille, wo er als Ersatztorwart nicht über zwei Ligaeinsätze hinauskam, 2002 aber dennoch von Lille für weitere Spielzeiten verpflichtet wurde. Über die Jahre hinweg behielt Malicki die Rolle des zweiten Keepers, auch wenn er als solcher in jeder Saison mindestens einmal in der Liga eingesetzt wurde. Darüber hinaus absolvierte er am 15. Februar 2006 beim 3:2 gegen Schachtar Donezk sein Debüt im UEFA-Cup und am 17. Oktober desselben Jahres beim 3:1 gegen AEK Athen sein Debüt in der Champions League. Sieben Jahre lang nahm Malicki bei Lille durchgängig die Rolle des Ersatztorhüters an, bis er in der Spielzeit 2008/09 zum Stammtorwart wurde.
Weil Trainer Rudi Garcia nicht weiter mit ihm plante, verließ er die Stadt im Norden Frankreichs am Ende des Jahres und wechselte zum Zweitligisten FCO Dijon, wo er ebenfalls im Tor gesetzt war. Ein Jahr darauf ging der 36-Jährige Torwart zum Ligakonkurrenten SCO Angers. Trotz seines relativ hohen Alters konnte sich Malicki auch im Westen Frankreichs den Stammplatz im Tor sichern. 2011 wurde der damals 37-Jährige zum Mannschaftskapitän ernannt. Er konnte seinen Platz als Nummer eins im Tor in den nachfolgenden Jahren behaupten, bis er 2014 mit 40 Jahren von Angers kein neues Vertragsangebot erhielt. Damit endete seine Spielerlaufbahn.